# La Famille : déclaration au monde
 (mars 2019).
 (mars 2019).

La Famille : déclaration au monde est une déclaration publiée par l’Église de Jésus-Christ des saints des derniers jours en 1995, qui définit la position officielle de cette Église, sur la famille, le rôle des genres masculin et féminin et la sexualité. Elle fut annoncée pour la première fois par le président de l’Église de Jésus-Christ des saints des derniers jours, Gordon B. Hinckley lors de la conférence mondiale de la Société de secours, le 23 septembre 1995.

## Histoire
La proclamation a été publiée peu après la forte implication de l'Église dans le domaine juridique et les mesures législatives interdisant le mariage homosexuel à Hawaï et ailleurs. En mars 1995, l’état d'Utah a adopté une loi interdisant le mariage entre deux personnes de même sexe et, en avril 1995, la législature de Hawaï a révisé ses lois pour interdire le mariage homosexuel, finalisant une bataille juridique sur le sujet dans laquelle l'Église chercha en vain à devenir un codéfendeur.
Le document a été lu à la conférence générale de Société de secours, une réunion sur les femmes, le 23 septembre 1995, après quoi elle a été largement débattue lors de la Conférence Générale d’octobre 1996. De nombreux exemplaires de la Proclamation ont été imprimés et plusieurs ont été conçus pour être affichés dans les foyers des membres de l'Église, une pratique qui continue aujourd'hui.

## Contenu
La proclamation ne contient pas de nouvelles déclarations sur la doctrine de cette Église, mais elle est le point de vue officiel de l’Église le plus complet sur le genre masculin et féminin et sur le sexe. Elle contient un certain nombre d'affirmations doctrinales, de conseils et d’avertissements.

### Affirmations doctrinales
- Tous les êtres humains ont été créés à l’image de Dieu.
- Le genre masculin et féminin est une caractéristique essentielle de l'identité et de la raison d’être individuelle prémortelle, mortelle et éternelle.
- Dans la préexistence, les fils et les filles d'esprit ont connu et adoré Dieu comme leur Père Éternel et accepté son plan
- Le plan de Dieu permet aux relations familiales de perdurer au-delà de la mort par les ordonnances du temple qui leur permettent d’être unies éternellement.

### Conseils
- Les pouvoirs sacrés de procréation ne doivent être employés qu’entre l’homme et la femme légitimement mariés.
- Les conjoints (le mari et la femme) ont la responsabilité solennelle de s’aimer et de se chérir et de chérir leurs enfants
- La réussite conjugale repose, dès le départ et constamment, sur la foi, la prière, la repentance, le pardon, le respect, l’amour, la compassion, le travail et les divertissements sains.
- Le père doit présider sa famille dans l’amour et la droiture et a la responsabilité de pourvoir aux besoins vitaux et à la protection de sa famille.
- La mère a pour première responsabilité d’élever ses enfants.
- Le père et la mère ont l’obligation de s’aider en tant que partenaires égaux

### Avertissements
- Ceux qui enfreignent les alliances de la chasteté, qui font subir des sévices à leur conjoint ou à leurs enfants, ou qui ne s’acquittent pas de leurs responsabilités familiales devront un jour en répondre devant Dieu.
- La désagrégation de la famille attirera sur les gens, les collectivités et les nations les calamités prédites par les prophètes d’autrefois et d’aujourd’hui.

## Statuts
La proclamation a été signée par les trois membres de la Première Présidence et les douze membres du Collège des douze apôtres. Des copies comportant leurs quinze signatures ont été éditées par l'Église, affirmant son caractère officiel. L'Église enseigne que chacun des quinze signataires est un apôtre ainsi qu'un prophète, voyant et révélateur, que la Première Présidence et le Collège des Douze avec la Première Présidence sont habilités à recevoir directement des révélations de Dieu pour diriger l'Église et enseigner au monde entier, et que leurs déclarations, inspirées par le Saint-Esprit ont autorité d'Écriture.
Néanmoins, selon la théologie mormone, toutes les déclarations communes de la Première Présidence et du Collège des Douze Apôtres, sont considérées comme des Écritures. Un texte n’est intégré dans les Écritures qu’après soumission au « consentement commun » des membres de l'Église, c'est-à-dire, jusqu'à ce qu'il ait été approuvé par l'ensemble des membres de l'Église lors d’une Conférence Générale selon la procédure fixée dans Doctrine et Alliances,. L’Église et ses dirigeants ont décrit la déclaration comme étant « une déclaration et une réaffirmation des normes, de la doctrine et des pratiques relatives à la famille que les prophètes, voyants et révélateurs de l'Église ont proclamées à maintes reprises tout au long de son histoire. »